# Martinsyde G.100
Martinsyde Elephant tillverkades i de två varianterna G.100 och G.102 som ett engelskt jakt- spanings- och bombflygplan för Royal Flying Corps (RFC).
Martinsyde Elephant fick sitt smeknamn Elefant eftersom det enligt dåtidens mått var stort och klumpigt att manövrera. Flygplanet konstruerades ursprungligen som ett fjärrjaktplan och eskortjaktplan. På grund av sin storlek och manöverförmåga ändrades flygtjänsten till bombfällning under dagtid. Eftersom flygplanet kunde vara i luften cirka fyra och en halv timme, satte man från 1917 in flygplanet som ett långdistans spaningsflygplan med fotograferingskapacitet. I alla varianter tillverkades totalt 271 flygplan.

## Varianter
- Martinsyde G.100, ensitsigt flygplan med en 120 hk Beardmore 6-cylindrig rak motor.
- Martinsyde G.102, ensitsigt flygplan med en 160 hk Beardmore 6-cylindrig rak motor.
- Martinsyde RG, ensitsigt jaktflygplan som bara nådde prototypstadiet.